# Loudéac
Loudéac is een gemeente in het Franse departement Côtes-d'Armor, in de regio Bretagne. De gemeente telde 9.875 inwoners op 1 januari 2022. De plaats maakt deel uit van het arrondissement Saint-Brieuc.
De plaats staat bekend om haar paardenrennen. In 1880 werd het hippodroom van Calouët geopend. Sinds 1936 wordt een jaarlijks paardenfeest georganiseerd in de gemeente.

## Geschiedenis
De plaats werd voor het eerst vermeld in de 11e eeuw. In 1263 werd Loudéac een parochie. In de 16e eeuw ontwikkelde zich linnennijverheid in Loudéac en kwam er ook een eerste drukkerij. Het linnen werd tussen de 17e en de 19e eeuw via Saint-Malo en Cádiz verscheept naar Latijns-Amerika. De kerk Saint-Nicolas werd gebouwd vanaf 1758. Voor de bouw werden stenen van het vervallen kasteel van La Chèze gebruikt. Tussen 1800 en 1926 was Loudéac de onderprefectuur van een arrondissement.

## Geografie
De oppervlakte van Loudéac bedroeg op 1 januari 2022 80,24 vierkante kilometer; de bevolkingsdichtheid was toen 123,1 inwoners per km².
In het oosten van de gemeente begint het Forêt de Loudéac, een bos van 2.500 ha.
De onderstaande kaart toont de ligging van Loudéac met de belangrijkste infrastructuur en aangrenzende gemeenten.

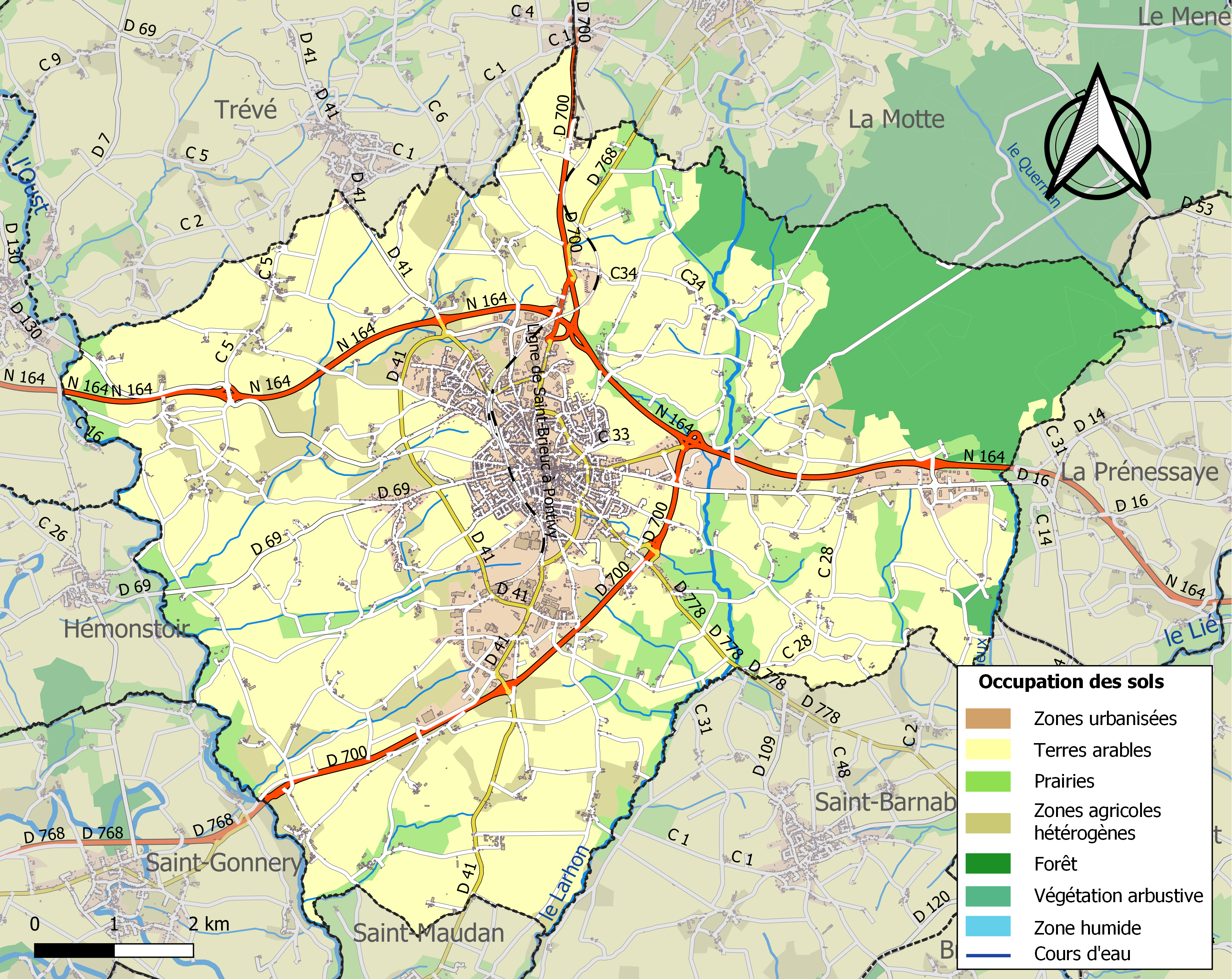

## Verkeer en vervoer
In de gemeente ligt het voormalige spoorwegstation Loudéac.

## Demografie
Onderstaande figuur toont het verloop van het inwonertal (bron: INSEE-tellingen).

## Geboren
- Fabrice Jeandesboz (4 december 1984), wielrenner